# Tourbière de l'Arselle
La tourbière de l'Arselle est une zone humide de France située en Isère, à Chamrousse, dans la chaîne de Belledonne. Cette tourbière qui fait l'objet d'un arrêté de protection de biotope se trouve au cœur d'un domaine nordique en période hivernale.